# Communauté de communes de la Région de Molsheim-Mutzig
La communauté de communes de la Région de Molsheim-Mutzig est une communauté de communes française, située dans le département du Bas-Rhin et la région Grand Est et comporte 18 communes.

## Histoire
La communauté de communes de la Région de Molsheim-Mutzig a été créée le 31 décembre 1997 et fait suite au SIVOM de Molsheim-Mutzig et Environs. Avant 2002, la structure intercommunale était dénommée « communauté de communes de Molsheim-Mutzig et Environs ».

### Réforme des collectivités territoriales
Avec la réforme des collectivités territoriales, Heiligenberg, Niederhaslach, Oberhaslach, Still et Urmatt, sans intercommunalités, ont dû en rejoindre une déjà existante (la préfecture ne voulait pas qu'ils en créent une). Les quatre premières communes ont intégré la communauté de communes de la Région de Molsheim-Mutzig, Urmatt a rejoint la communauté de communes de la Haute-Bruche.

## Territoire communautaire

### Composition
La communauté de communes est composée des 18 communes suivantes :

| Nom                 | Code Insee | Gentilé          | Superficie (km2) | Population (dernière pop. légale) | Densité (hab./km2) |
| ------------------- | ---------- | ---------------- | ---------------- | --------------------------------- | ------------------ |
| Molsheim (siège)    | 67300      | Molshémiens      | 10,85            | 9 328 (2022)                      | 860                |
| Altorf              | 67008      | Altorfois        | 10,19            | 1 445 (2022)                      | 142                |
| Avolsheim           | 67016      | Avolsheimois     | 1,83             | 766 (2022)                        | 419                |
| Dachstein           | 67080      | Dachsteinois     | 7,46             | 1 755 (2022)                      | 235                |
| Dinsheim-sur-Bruche | 67098      | Dinsheimois      | 4,98             | 1 486 (2022)                      | 298                |
| Dorlisheim          | 67101      | Dorlisheimois    | 11,53            | 2 626 (2022)                      | 228                |
| Duppigheim          | 67108      | Duppigheimois    | 7,38             | 1 873 (2022)                      | 254                |
| Duttlenheim         | 67112      | Duttlenheimois   | 8,6              | 2 957 (2022)                      | 344                |
| Ergersheim          | 67127      | Ergersheimois    | 6,51             | 1 467 (2022)                      | 225                |
| Ernolsheim-Bruche   | 67128      | Ernolsheimois    | 6,59             | 1 920 (2022)                      | 291                |
| Gresswiller         | 67168      | Gresswillerois   | 9,27             | 1 677 (2022)                      | 181                |
| Heiligenberg        | 67188      | Heiligenbergeois | 5,47             | 695 (2022)                        | 127                |
| Mutzig              | 67313      | Mutzigeois       | 8,01             | 6 101 (2022)                      | 762                |
| Niederhaslach       | 67325      | Niederhaslachois | 6,63             | 1 382 (2022)                      | 208                |
| Oberhaslach         | 67342      | Oberhaslachois   | 25,22            | 1 743 (2022)                      | 69                 |
| Soultz-les-Bains    | 67473      | Soultzois        | 3,55             | 946 (2022)                        | 266                |
| Still               | 67480      | Stillois         | 23,2             | 1 799 (2022)                      | 78                 |
| Wolxheim            | 67554      | Wolxheimois      | 2,92             | 963 (2022)                        | 330                |

## Administration

### Siège
Le siège de la communauté de communes est à Molsheim, 2 route Écospace.

### Tendances politiques
| Commune             | Maire                         | Étiquette | Étiquette |
| ------------------- | ----------------------------- | --------- | --------- |
| Altorf              | Bruno Eyder                   |           | SE        |
| Avolsheim           | Pascal Gehin                  |           | SE        |
| Dachstein           | Laetitia Martz-Delmulle       |           | SE        |
| Dinsheim-sur-Bruche | Marie-Reine Fischer           |           | LR        |
| Dorlisheim          | Gilbert Roth                  |           | DVD       |
| Duppigheim          | Julien Haegy                  |           | SE        |
| Duttlenheim         | Alexandre Denisty             |           | SE        |
| Ergersheim          | Marianne Wehr                 |           | SE        |
| Ernolsheim-Bruche   | Éric Franchet                 |           | SE        |
| Gresswiller         | Pierre Thielen                |           | DVD       |
| Heiligenberg        | Guy Ernst                     |           | DVD       |
| Molsheim            | Laurent Furst                 |           | LR        |
| Mutzig              | Jean-Luc Schickelé            |           | DVD       |
| Niederhaslach       | Marielle Hellbourg von Moegen |           | SE        |
| Oberhaslach         | Jean Biehler                  |           | DVD       |
| Soultz-les-Bains    | Guy Schmitt                   |           | DVD       |
| Still               | Alexandre Gonçalves           |           | LÉ        |
| Wolxheim            | Adrien Kiffel                 |           | DVD       |

### Conseil communautaire
Les 48 conseillers titulaires sont ainsi répartis selon le droit commun comme suit :
| Nombre de conseillers | Communes |
| --------------------- | --- |
| 10                    | Molsheim |
| 6                     | Mutzig |
| 3                     | Dorlisheim, Duttlenheim |
| 2                     | Altorf, Dachstein, Dinsheim-sur-Bruche, Duppigheim, Ergersheim, Ernolsheim-Bruche, Gresswiller, Niederhaslach, Oberhaslach, Soultz-les-Bains, Still, Wolxheim |
| 1 (+1 suppléant)      | Avolsheim, Heiligenberg |

### Élus
La communauté de communes est administrée par son conseil communautaire constitué en 2020 de 48 conseillers communautaires, qui sont des conseillers municipaux représentant chacune des communes membres.
À la suite des élections municipales de 2020 dans le Bas-Rhin, le conseil communautaire du 16 juillet 2020 a élu son président, Laurent Furst, maire de Molsheim, ainsi que ses 7 vice-présidents. Depuis cette date, la liste des vice-présidents est la suivante :
|     | Attributions                                                                           | Identité            | Qualité                      |
| --- | -------------------------------------------------------------------------------------- | ------------------- | ---------------------------- |
| 1er | Développement économique et liaisons cyclables intercommunales                         | Jean-Luc Schickelé  | Maire de Mutzig              |
| 2e  | Finances, budget et transport à la demande                                             | Marie-Reine Fischer | Maire de Dinsheim-sur-Bruche |
| 3e  | Piscines et actions de communications spécifiques (marathon du vignoble et tour-vélo)  | Adrien Kiffel       | Maire de Wolxheim            |
| 4e  | Actions sociales et développement durable                                              | Marianne Wehr       | Maire d'Ergersheim           |
| 5e  | Eau, assainissement, aménagement des cours d'eau et aires d'accueil des gens du voyage | Pierre Thielen      | Maire de Gresswiller         |
| 6e  | Tourisme                                                                               | Jean Biehler        | Maire d'Oberhaslach          |
| 7e  | Mutualisation                                                                          | Bruno Eyder         | Maire d'Altorf               |

Ensemble, ils forment le bureau communautaire pour la période 2020-2026.

### Liste des présidents
| Période                                    | Période       | Identité          | Étiquette       | Qualité |
| ------------------------------------------ | ------------- | ----------------- | --------------- | --- |
| Syndicat intercommunal à vocation multiple |               |                   |                 | |
| 1971                                       | 1995          | Pierre Klingenfus | RPR             | Maire de Molsheim (1971 → 1995) Conseiller général de Molsheim (1977 → 1994) Conseiller régional d'Alsace (1972 → 1986 et 1989 → 1992)                                 |
| 1995                                       | décembre 1997 | Laurent Furst     | UDF             | Maire de Molsheim (1995 → 2017) |
| Communauté de communes                     |               |                   |                 | |
| janvier 1998                               | août 2017     | Laurent Furst     | UDF puis UMP-LR | Maire de Molsheim (1995 → 2017) Conseiller général de Molsheim (2001 → 2012) Député du Bas-Rhin (6e circ.) (2012 → 2020) Démissionnaire pour cause de cumul de mandats |
| août 2017                                  | juillet 2020  | Gilbert Roth      | DVD             | Maire de Dorlisheim (2001 → ) |
| juillet 2020                               | En cours      | Laurent Furst     | LR              | Maire de Molsheim (1995 → 2017 et 2020 → ) Conseiller régional du Grand Est (2021 → )                                                                                  |

### Compétences
- Logement social
- Développement économique et touristique
- Aménagement des cours d’eau
- Assainissement et eau potable
- Piscines
- Pistes Cyclables
- Système d’Information Géographique
- Relais des Assistantes Maternelles
- Organisation de services de Transport à la Demande (par délégation du Conseil Général du Bas-Rhin)
- Autres compétences :
  - Actions de communication destinées à renforcer l’image de la Communauté de Communes.
  - Habilitation à conventionner, dans le cadre de ses compétences, avec des Communes non membres, selon les modalités de l’article L.5211-56 du Code Général des Collectivités Territoriales.
  - Participation financière à la Mission Locale du Bassin d’Emploi Molsheim-Schirmeck.

## Transports
La communauté de communes est devenue autorité organisatrice de la mobilité (AOM).

## Impact énergétique et climatique

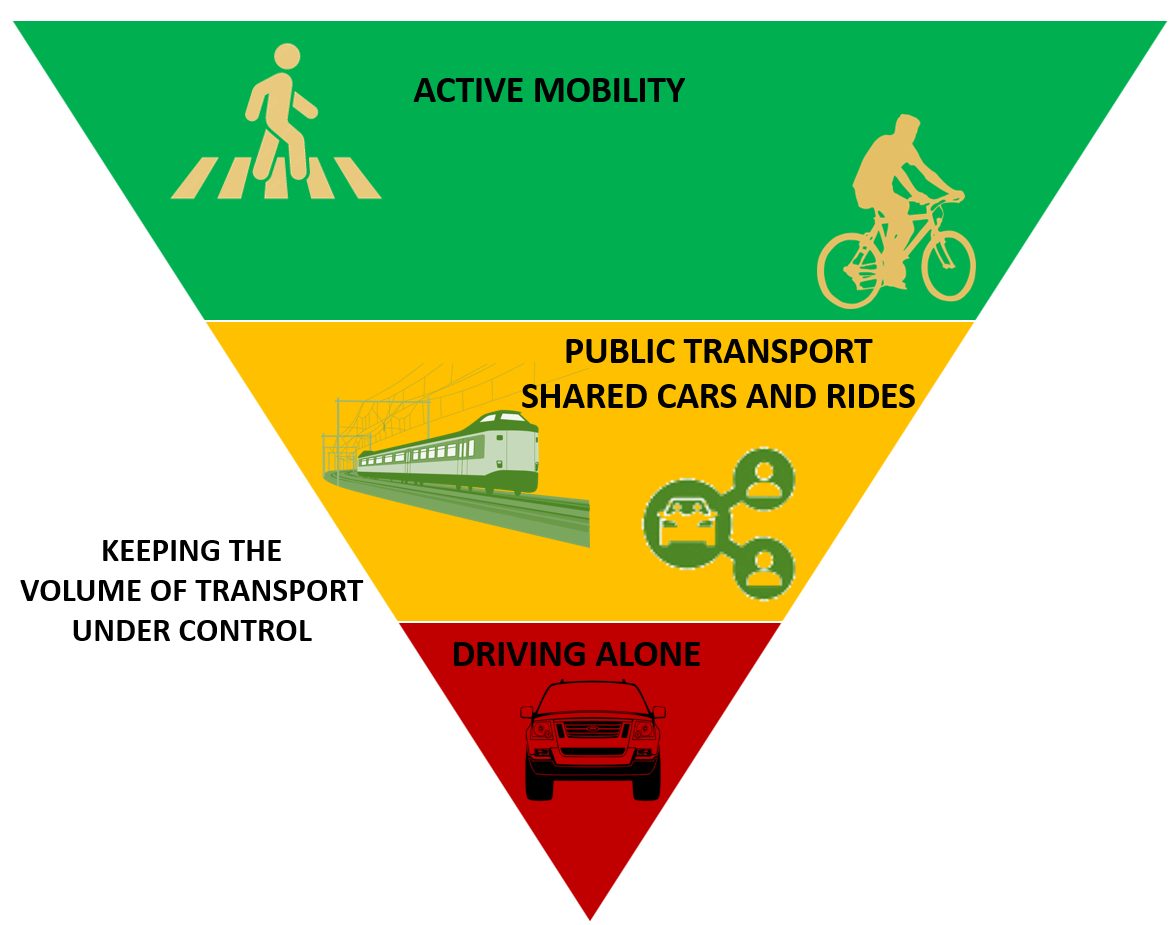
Pyramide de la mobilité, proposée par le projet européen Share North.

| -                              | Transports routiers | Autres transports |
| ------------------------------ | ------------------- | ----------------- |
| Carburant (GWh)                | 276                 | 9                 |
| Électricité (GWh)              | 0                   | 0                 |
| Gaz à effet de serre (ktéqCO2) | 69                  | 2                 |

## Environnement

### Biodiversité
Les haies, garantes du maintien de la biodiversité, disparaissent.

### Énergie et climat
Dans le cadre du schéma régional d'aménagement, de développement durable et d'égalité des territoires (SRADDET) du Grand Est, ATMO Grand Est tient à jour les statistiques énergétiques  des établissements publics de coopération intercommunale de la collectivité européenne d'Alsace sous forme de diagramme de flux.
L'énergie finale annuelle, consommée en 2020, est exprimée en gigawatts-heures,.
| -                          | GWh |
| -------------------------- | --- |
| Électricité                | 315 |
| Carburants ou combustibles | 760 |
| Chaleur primaire           | 30  |

L'énergie produite en 2020 est également exprimée en gigawatts-heures.
| -                          | GWh |
| -------------------------- | --- |
| Électricité                | 4   |
| Carburants ou combustibles | 103 |
| Chaleur primaire           | 30  |

Les gaz à effet de serre sont exprimés en kilotonnes équivalent CO2.
| -                     | ktéqCO2 |
| --------------------- | ------- |
| Liées à l'énergie     | 170     |
| Non liées à l'énergie | 23      |